# Prêmio S@mba-Net
Prêmio S@mba-Net é uma premiação extra-oficial do carnaval do Rio de Janeiro, concedida anualmente, no período de carnaval, em diversas categorias, aos profissionais que se destacaram nos desfiles das escolas de samba do Rio de Janeiro. O prêmio foi idealizado pelo carnavalesco Luiz Fernando Reis e criado em 1999, ano de sua primeira edição. Além de Luiz, participaram da criação do S@mba-Net, Felipe Ferreira, Paulo Renato Vaz, Jorge Mendes Carneiro, Vitor Augusto Monteiro, Alexandre Omi, Fernanda Ferrão, Ricardo Lourenço, Marcelo O'Reilly, Marcos Paulo, Alexandre Medeiros, Fred Soares, Flávia Cirino, Rachel Valença e Walter Honorato. O nome 'S@mba-Net' faz referência à origem da premiação, criada por participantes da lista Rio-carnaval, um fórum de discussão online.
O prêmio foi criado com a finalidade de valorizar as escolas de samba dos grupos de acesso, já que outras premiações, como o Estandarte de Ouro e o Tamborim de Ouro, priorizavam o Grupo Especial. Em suas primeiras edições, contemplou os grupos A e B, a segunda e a terceira divisão do carnaval carioca. A partir da sexta edição, realizada no ano de 2004, passou a premiar também o Grupo Especial, a primeira divisão do carnaval do Rio. Desde 2018, são entregues onze prêmios ao Grupo Especial, quatorze prêmios à Série A, e dois prêmios à Série B; além de prêmios especiais à personalidades e organizações que desempenham ações em prol do carnaval carioca.
A escolha dos premiados é dividida em duas partes. Na primeira etapa, um grupo de espectadores dos desfiles (jornalistas, estudiosos de carnaval, imprensa, etc.) escolhem três destaques em cada categoria. Depois, os jurados, que também são coordenadores do prêmio, escolhem o vencedor de cada categoria, dentre os três apontados pelo primeiro júri. O resultado é divulgado no sábado seguinte aos desfiles. Desde 2001, a cerimônia de premiação é realizada na quadra da escola de samba Unidos da Tijuca, sempre no mês de maio.
Diversas personalidades do carnaval carioca, como Paulo Barros, Cahê Rodrigues, Alex de Souza, Paulo Menezes, Fábio Ricardo, Bruno Ribas, entre outros, foram primeiramente reconhecidos pelo Prêmio S@mba-Net, ainda nos grupos de acesso, antes de ganharem notoriedade no Grupo Especial.

## Antecedentes e criação
"Compreendi que não deveria ser a Associação, a responsável por esse prêmio. Esse prêmio fazia falta para escolas de samba dos grupos de acesso. As escolas do Grupo Especial já tinham o conceituado Estandarte de Ouro."

—Luiz Fernando Reis, em 2008, sobre o processo de criação da premiação.
O Prêmio S@mba-Net foi idealizado pelo carnavalesco Luiz Fernando Reis. Em 1998, Luiz Fernando ocupava a direção cultural da Associação das Escolas de Samba da Cidade do Rio de Janeiro, entidade que organizava os desfiles dos grupos de acesso do carnaval carioca. Numa determinada reunião da diretoria, o carnavalesco sugeriu a criação de uma premiação específica para os grupos de acesso, porém, os demais diretores não aprovaram a proposta. Apesar da negativa da AESCRJ, Luiz Fernando não desistiu da ideia.

No final da década de 1990, a popularização da internet contribuiu para a aproximação de pessoas aficionadas por carnaval. Jornalistas, carnavalescos, dirigentes, desfilantes e pessoas comuns interessadas em escolas de samba, se reuniam em fóruns de discussão online (como o fórum Samba Brasil e a lista de discussão Rio-Carnaval) e organizavam encontros para conversar pessoalmente sobre o assunto. Durante um desses encontros, um grupo de quinze pessoas, participantes da lista Rio-Carnaval, decidiram criar o Prêmio S@mba-Net.

"Através das trocas de mensagens começamos a sugerir encontros não virtuais. [...] Um grupo de cerca de quinze pessoas passou a participar com frequência dessas reuniões. Nas nossas conversas, percebemos que não havia uma premiação específica para os grupos de acesso e criamos uma votação entre a gente para o carnaval de 1999. Assim surgiu o Sambanet, quase de brincadeira."

—Paulo Renato Vaz, em 2012, sobre a criação do Prêmio.
Além do idealizador, Luiz Fernando Reis, participaram da criação da premiação, Felipe Ferreira (criador da Rio-Carnaval), Jorge Mendes Carneiro, Paulo Renato Vaz, Vitor Augusto Monteiro, Alexandre Omi, Fernanda Ferrão, Ricardo Lourenço, Marcelo O'Reilly, Marcos Paulo, Alexandre Medeiros, Fred Soares, Flávia Cirino, Rachel Valença e Walter Honorato. Os quinze "fundadores" formaram o júri oficial da primeira edição. Rachel Valença e Walter Honorato, na época, diretores da escola de samba Paraíso do Tuiuti, conseguiram a liberação da quadra da escola para a realização da primeira edição do evento. Os jornalistas Fred Soares e Flávia Cirino ficaram responsáveis pela divulgação.
Desde sua primeira edição, em 1999, o Prêmio é realizado anualmente no período de carnaval. A premiação é organizada pelos próprios jurados, também chamados de coordenadores. Ao longo dos anos, contou com diversas empresas patrocinadoras e o apoio da Riotur.
A nomenclatura do prêmio faz referência à sua origem, criado através de um encontro marcado pela internet, por participantes de um fórum de discussão online. O nome 'S@mba-Net' é estilizado com o símbolo '@' (arroba), muito utilizado em informática e computação; e a palavra net - forma curta de 'internet'.

## Jurados e coordenadores

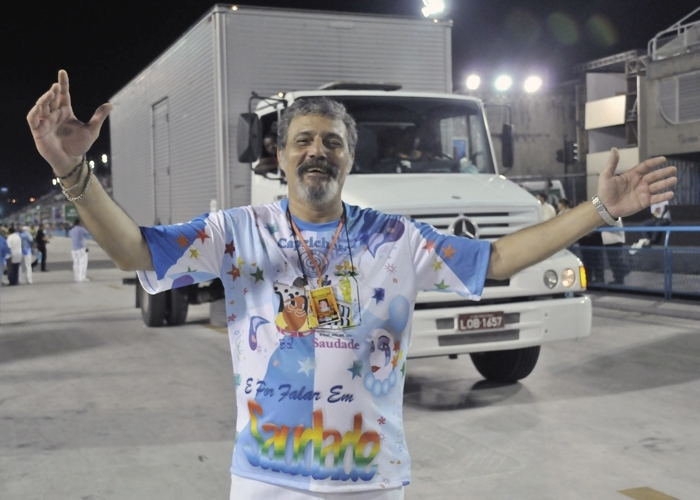
O carnavalesco Luiz Fernando Reis, idealizador e um dos coordenadores da premiação.

Abaixo, a lista de atuais e ex-jurados da premiação e seu período de atividade. Os jurados são também coordenadores do prêmio.
Atuais
- Luiz Fernando Reis (1999–presente) - Carnavalesco com passagens por diversas escolas de samba, pesquisador, professor, webmaster, colunista carnavalesco, e um dos criadores da premiação.[7]
- Paulo Renato Vaz (1999–presente) - Publicitário, pesquisador, compositor de carnaval, e um dos criadores da premiação.[7]
- Fábio Pavão (2001–presente) - Sociólogo, formado pela Universidade do Estado do Rio de Janeiro, e pesquisador da cultura popular. Editor e webmaster do site da Portela, escola da qual é integrante.[7]
- Mauro Samagaio (2001–presente) - Analista de sistemas, fotógrafo e ritmista. Começou a desfilar em 1980, passando por várias agremiações, nos mais diversos grupos.[7]
- Tatiana Ribeiro (2002–presente) - Professora e historiadora. Desfila no carnaval carioca desde os dois anos de idade, passando pela escola mirim Alegria da Passarela, Acadêmicos do Salgueiro, e Unidos da Tijuca, onde foi ritmista.[7]
- Marcos Capeluppi (2002–presente) - Paulista, bacharel em Turismo e pesquisador sobre as escolas de samba do Rio de Janeiro.[7]
- Thiago Lacerda (2002–presente) - Professor de História. Acompanha os desfiles no Sambódromo desde 1994, quando tinha 11 anos.[7]
- André Bonatte (2003–presente) - Músico, compositor, professor, webdesigner, diretor cultural da Imperatriz Leopoldinense com passagem, também, pela bateria da escola.[7]
- Chico Frota (2004–presente) - Produtor musical e compositor da São Clemente.[7]
- Renato Buarque (2006–presente) - Bacharel em Informática pela PUC-Rio, diretor cultural, webmaster, desfilante e ritmista.[7]
- Marcio Zuma (2007–presente) - Jornalista, colunista carnavalesco e diretor de harmonia.[7]
- Fernando Peixoto (2008–presente) - Professor, bacharel em História pela Universidade do Estado do Rio de Janeiro, ex-julgador dos desfiles do Grupo de Acesso e colunista carnavalesco.[7]
- Marcelo Camões (2013–presente) - Analista de logística, pesquisador sobre o carnaval carioca, ex-julgador de desfiles dos grupos de acesso, com passagens pelo Acadêmicos do Cubango (como compositor) e pela Unidos do Viradouro (como ritmista, diretor de harmonia e diretor cultural).[7]
- Pedro Simões (2014–presente) - Bacharel em economia, desfilante de ala, ritmista, compositor e diretor cultural, com passagem pela Mocidade Independente de Padre Miguel.[7]

Ex-jurados
- Felipe Ferreira (1999–2000) - Jornalista, escritor, historiador, criador do fórum de discussão online Rio-Carnaval e um dos criadores da premiação.[2]
- Jorge Mendes Carneiro (1999–2012) - Pesquisador do carnaval carioca, coordenador e palestrante de jurados em carnavais do Rio de Janeiro e de diversas cidades brasileiras. Foi um dos criadores da premiação.[8]
- Marcelo O'Reilly (1999–2004) - Fotógrafo, pesquisador de escolas de samba desde 1976, webmaster e um dos criadores da premiação.[9]
- Vitor Augusto Monteiro (1999–2009) - Químico, formado e pós-graduado pela Unicamp. Acompanha o carnaval carioca desde 1980. Foi um dos criadores da premiação.[10]
- Alexandre Omi; Fernanda Ferrão; Ricardo Lourenço; Marcos Paulo; Alexandre Medeiros; Fred Soares; Flávia Cirino; Rachel Valença e Walter Honorato (1999–2001) - Criadores da premiação, participaram das primeiras edições do S@mba-Net.[2]
- Alfredo Oliveira (Freddo) (2000–2007) - Colunista de carnaval, com passagem pela bateria da Mocidade Independente de Padre Miguel.[11]
- Rafael Marçal (2002–2012) - Desfilante, entusiasta do carnaval e colecionador de tudo referente às escolas de samba.[8]
- Ricardo Delezcluze e Wanessa Lucena (2008) – Participantes convidados da edição de 2008.[12]
- Ana Paula Bressanelli (2008–2011) - Integrante do grupo de preservação cultural da Imperatriz Leopoldinense.[13]
- Eduardo Campos (2008–2012) - Engenheiro e professor de estatística.[8]
- Vinícius Natal (2014–2016) - Escritor, historiador, com passagens pelas escolas de samba Vizinha Faladeira (como compositor) e Unidos de Vila Isabel (como ritmista e diretor cultural).[7]

## Prêmios atuais
Desde 2018, são entregues onze prêmios ao Grupo Especial, quatorze prêmios à Série A e dois prêmios à Série B; além de diversos prêmios especiais à personalidades e organizações ligadas ao carnaval carioca.
| Grupo Especial 1. Melhor Escola 2. Melhor Samba-enredo 3. Melhor Enredo 4. Melhor Bateria 5. Melhor Casal de Mestre-sala e Porta-bandeira 6. Melhor Comissão de Frente 7. Melhor Puxador / Intérprete 8. Mais Elegante Galeria de Velha-guarda 9. Melhor Ala de Baianas 10. Melhor Conjunto de Passistas 11. Melhor Destaque de Luxo | Série A 1. Melhor Escola 2. Melhor Samba-enredo 3. Melhor Enredo 4. Melhor Bateria 5. Melhor Casal de Mestre-sala e Porta-bandeira 6. Melhor Comissão de Frente 7. Melhor Puxador / Intérprete 8. Mais Elegante Galeria de Velha-guarda 9. Melhor Conjunto de Passistas 10. Melhor Destaque de Luxo 11. Melhor Alegoria 12. Melhor Conjunto Alegórico 13. Melhor Conjunto de Fantasias 14. Melhor Ala de Baianas | Série B 1. Melhor Escola 2. Melhor Samba-enredo |

## Categorias
Na primeira edição da premiação, dezoito categorias foram destinadas ao Grupo A e cinco ao Grupo B. Na segunda edição (2000), o número de categorias destinadas ao Grupo B aumentou para doze. A partir da terceira edição (2001), os prêmios de Melhor Passista Feminino e Melhor Passista Masculino foram substituídos pelo prêmio de Melhor Conjunto de Passistas. Com isso, o Grupo A passou a ser contemplado em dezessete categorias. Na quinta edição (2003), o Grupo B ganhou uma nova categoria, totalizando treze.

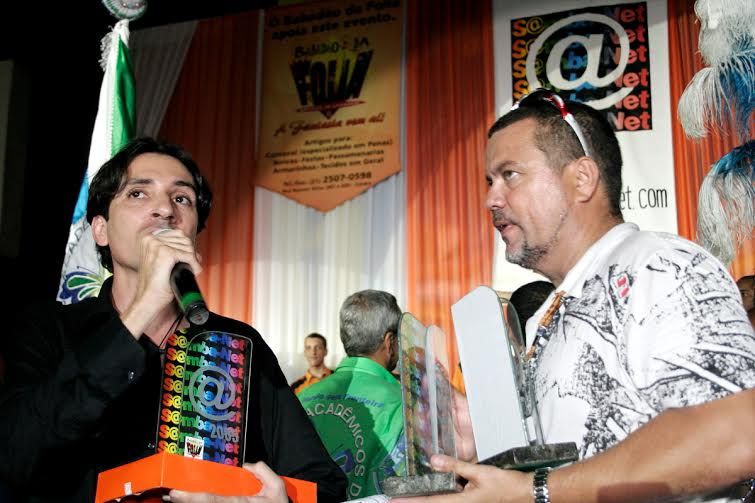
O carnavalesco Alex de Souza recebe, das mãos de Milton Cunha, os prêmios de Melhor Alegoria, Melhor Conjunto Alegórico e Melhor Conjunto de Fantasias, na edição de 2005 do Prêmio S@mba-Net.

A partir da sexta edição (2004), o Grupo Especial passou a ser contemplado em três categorias, com o propósito de preservar segmentos que, segundo os coordenadores do Prêmio, estavam sendo esquecidos pelas escolas (Passistas, Velha-guarda e Destaque de Luxo). Na sétima edição (2005), o Grupo B ganhou duas novas categorias, totalizando quinze. A partir da oitava edição (2008), o Grupo C passou a ser contemplado com o prêmio de Melhor Desfile. Em 2009, o prêmio de Melhor Desfile foi reformulado para Melhor Escola. Em 2012, o prêmio de Melhor Comunicação com o Público foi reformulado para Desfile Mais Empolgante. O prêmio passou a ser entregue também ao Grupo B, que passou a ser contemplado por dezesseis categorias. Na edição de 2012, o Grupo B teve suas categorias reduzidas de dezessete para treze. Os Grupos C e Especial passaram a ser contemplados com a categoria de Melhor Samba-enredo.
Em sua 15.ª edição (2013), por causa das alterações nos dias de desfile das escolas do acesso, a premiação teve modificações significativas. O Grupo B, que passou a desfilar no domingo de carnaval - mesmo dia do Grupo Especial - teve suas categorias diminuídas de treze para duas; o Grupo C deixou de ser premiado; as categorias destinadas ao Grupo Especial aumentaram de quatro para nove; e a Série A, perdeu uma categoria. A partir de 2014, o Grupo Especial passou a ser contemplado com o prêmio de Melhor Bateria, totalizando dez categorias. Em 2015, a Série A teve suas categorias reduzidas de dezesseis para quatorze. O Grupo Especial passou a ser contemplado por onze categorias, incluindo de Melhor Escola.
Abaixo, a lista de categorias da premiação, seu período em atividade e descrição de acordo com a organização do Prêmio.

### Ativas
Melhor Desfile (1999–2012) / Melhor Escola (2013–presente)
É analisado o desfile da escola como um todo, seu conjunto, comunicação e emoção transmitida. O prêmio é entregue ao presidente da escola.
Melhor Samba-enredo (1999–2005)
São consideradas a letra e a melodia do samba-enredo da escola; a comunicação e a pertinência ao enredo. Não são considerados os desempenhos do intérprete e da bateria. Desde 2006, apenas sambas inéditos são considerados para avaliação, excluindo sambas reeditados de carnavais anteriores. O prêmio fica a cargo dos compositores do samba-enredo.
Melhor Enredo (1999–presente)
São analisadas a criatividade, o desenvolvimento da ideia do carnavalesco, e a pertinência do enredo, das fantasias e das alegorias do desfile. Não são julgadas a letra do samba-enredo, nem o luxo das alegorias e fantasias do desfile. O prêmio caberá ao carnavalesco da escola de samba.
Melhor Bateria (1999–presente)
É analisado o ritmo, a cadência, a firmeza da bateria da escola, além do entrosamento com o samba-enredo da mesma. Não são consideradas as fantasias dos ritmistas, nem a quantidade de componentes ou uma possível coreografia apresentada. O prêmio é entregue ao mestre de bateria da escola.
Melhor Casal de Mestre-sala e Porta-bandeira (1999–presente)
É analisada a elegância, a comunicação, a dança, a comunicação, a proteção ao pavilhão e o entrosamento do casal de mestre-sala e porta-bandeira. A riqueza das fantasias não é julgada. O prêmio caberá a cada um dos componentes do casal da escola.
Melhor Comissão de Frente (1999–presente)
São consideradas a exatidão da coreografia, a criatividade, a elegância e a adequação das fantasias. O prêmio fica a cargo do coreógrafo(a) da comissão de frente da escola.
Melhor Puxador / Intérprete (1999–presente)
São analisadas a qualidade vocal, a entonação e a dicção do intérprete/puxador de samba-enredo. Não são considerados o canto da escola e possíveis deslizes da bateria. O prêmio é entregue ao intérprete oficial da escola.
Mais Elegante Galeria de Velha guarda (1999–presente)
São consideradas a beleza, a elegância,a postura e a comunicação com o público. Não é considerado o luxo, ou a falta de luxo, das fantasias; nem possíveis coreografias. O prêmio caberá ao presidente ou diretor responsável pela ala de velha guarda.
Melhor Ala (1999–presente)
É considerada a empolgação, o canto, a organização, o efeito e a adequação da fantasia ao enredo. Não são consideradas possíveis coreografias. O prêmio fica a cargo do presidente, diretor ou responsável pela ala.
Melhor Ala de Baianas (1999–presente)
São consideradas a harmonia, a fantasia, a espontaneidade e a evolução das baianas. Não são considerados o luxo da fantasia, a coreografia e a quantidade integrantes na ala. O prêmio é entregue ao responsável ou presidente da ala das baianas.
Melhor Conjunto de Passistas (2001–presente)
São considerados o samba no pé, a elegância e a comunicação com o público. Não são considerados o luxo das fantasias, a coreografias e a quantidade de passistas. O prêmio fica a cargo do responsável pela ala de passistas escolhida.
Melhor Alegoria (1999–presente)
Não é considerado o luxo das alegorias. São consideradas a beleza, a adequação da alegoria ao enredo, a criatividade e o acabamento, e a postura e integração de seus componentes (destaques e composições). O prêmio é entregue ao carnavalesco da escola.
Melhor Conjunto Alegórico (1999–presente)
São consideradas a beleza, a criatividade e a adequação das alegorias ao enredo. O luxo das alegorias não é considerado. O prêmio caberá ao carnavalesco da escola.
Melhor Conjunto de Fantasias (1999–presente)
São consideradas a beleza, a adequação ao enredo, a criatividade, a originalidade e a facilidade de leitura. O luxo ou não das fantasias não é considerado. O prêmio fica a cargo do carnavalesco da escola.
Melhor Destaque de Luxo (1999–presente)
É considerado o luxo, o requinte, a beleza, a adequação e a comunicação com o público. Não é considerada a colocação do destaque, podendo ser premiado tanto um destaque de chão, quanto um destaque de alegoria. O prêmio é entregue ao componente escolhido.
Homenagens / Prêmios Especiais (1999–presente)
Prêmios especiais entregues à personalidades e organizações que desempenham ações em prol do carnaval. São escolhidos apenas pelos coordenadores.

### Extintas
Melhor Comunicação com o Público (1999–2009)
São consideradas a interatividade e o retorno de comunicação entre os componentes e o público. O prêmio caberá ao presidente da escola.
Desfile Mais Empolgante (2010–2014)
Substituiu o prêmio de desfile mais empolgante. São consideradas a interatividade e o retorno de comunicação entre os componentes e o público. O prêmio caberá ao presidente da escola.
Melhor Passista Masculino (1999–2000)
São considerados o samba no pé, a elegância e a comunicação com o público. Não são considerados o luxo das fantasias, e possíveis coreografias. O prêmio caberá ao passista escolhido.
Melhor Passista Feminino (1999–2000)
São considerados o samba no pé, a elegância e a comunicação com o público. Não são considerados o luxo das fantasias, e possíveis coreografias. O prêmio caberá à passista escolhida.
Melhor Ala de Crianças (1999–2017)
São considerados o canto, a harmonia, a fantasia e a animação das crianças. Não são considerados o luxo da fantasia, a quantidade de integrantes e a coreografia como requisitos de análise. O prêmio caberá ao diretor ou responsável pela ala de crianças.

## Escolha dos premiados
"Passamos praticamente toda a noite votando, em intermináveis discussões. Para chegar aos premiados, normalmente nós indicamos três nomes para cada categoria, incluindo os formulários dos formadores de opinião de nossa confiança que consultamos."

—Paulo Renato Vaz, em 2012, sobre o processo de escolha dos vencedores.
A escolha dos premiados é dividida em duas partes. Na primeira etapa, determinado número de espectadores dos desfiles recebem formulários de votação onde assinalam os destaques de cada categoria. Esses espectadores são formadores de opinião (jornalistas, estudiosos de carnaval, colegas de imprensa, amigos, etc.) escolhidos pelos próprios jurados da premiação. Após os desfiles, os coordenadores recolhem os formulários.
A segunda etapa é realizada na sexta-feira seguinte aos desfiles e anterior ao "sábado das campeãs". Os jurados se reúnem para contabilizar os votos do público. Primeiro, são separados os três nomes mais votados em cada categoria. Logo após, os jurados iniciam um debate e escolhem, dos três nomes mais votados, apenas um vencedor para cada categoria. O resultado é prontamente divulgado no site e nas redes sociais da premiação.

## Cerimônia de premiação
A cerimônia de entrega dos prêmios acontece durante uma festa com a presença dos titulares premiados e a apresentação de diversos segmentos das escolas de samba. Cada premiado recebe uma condecoração, que consiste num quadro com uma placa metálica gravada com a logomarca da premiação e as inscrições da categoria e dos titulares do prêmio. O evento é realizado sempre no mês de maio.
Nas duas primeiras edições (1999 e 2000), a cerimônia ocorreu na quadra da escola de samba Paraíso do Tuiuti. Com o sucesso da premiação, a organização do evento precisou procurar um lugar maior para realizar a festa. Desde 2001, a cerimônia é realizada na quadra da escola Unidos da Tijuca, no bairro de Santo Cristo, na Zona Portuária do Rio de Janeiro.
Também desde 2001, a cerimônia é apresentada pelo radialista Eugênio Leal. O carnavalesco Milton Cunha e o radialista Marcelo Pacífico também já apresentaram a premiação.
Em algumas edições, a festa de premiação foi temática: 2011 (Enredos do Carnaval Carioca); 2012 (Ala de Baianas); 2013 (Sambas de Enredo); 2014 (Alas de Passistas); 2015 (450 anos da cidade do Rio de Janeiro); 2016 (Olimpíadas Rio 2016).
A edição de 2025 do S@mba-Net chegou a ter seu cancelamento anunciado num comunicado divulgado pelas redes sociais, sendo justificado que "apesar dos esforços da equipe e dos apoiadores, não foi possível superar os desafios financeiros que nos foram impostos". No entanto, após o fechamento de uma parceria, o S@mba-Net 2025 foi confirmado, com a festa de premiação sendo realizada no Baródromo.

## Reconhecimento
Paulo Barros recebendo os prêmios de Melhor Enredo e Melhor Alegoria na edição de 2003 da premiação.
"Me lembro que, há cerca de quinze anos, as escolas dos grupos A e B desfilavam, em muitas vezes, para a Sapucaí deserta. Mas o Samba-net esteve sempre lá, observando tudo."

—Paulo Barros, em 2015, sobre a importância do Prêmio.
Durante anos, o Prêmio S@mba-Net foi a única premiação destinada aos grupos de acesso do carnaval carioca. Foi pioneiro ao reconhecer o talento de artistas como os carnavalescos Paulo Barros, Cahê Rodrigues, Alex de Souza, Paulo Menezes e Fábio Ricardo, antes dos mesmos obterem sucesso no Grupo Especial. Valorizando as divisões de base da folia, ganhou notoriedade e reconhecimento por parte dos sambistas.
Declarações
“O S@mba-Net foi uma chancela de reconhecimento ao meu trabalho, uma prova de que eu estava no caminho certo. Ganhar o prêmio me deu estímulo e reforçou minhas certezas. Foi um reconhecimento que carimbou o meu visto para o crescimento em minha carreira.” – Paulo Barros, carnavalesco.
"Acompanho há muito tempo a premiação e sei da seriedade de todos os envolvidos. É lindo ver a felicidade dos sambistas quando ganham o troféu, principalmente os mais humildes. É um evento marcado pela alegria e emoção." – Fernando Costa, diretor de carnaval da Unidos da Tijuca.
"Me lembro que a internet ainda engatinhava e, a partir de um grupo de apaixonados, surgiu o S@mba-Net, com o propósito de fazer o que ninguém fazia - premiar o Grupo de Acesso." – Alex de Souza, carnavalesco.
“Participar do S@mba-Net é algo que sempre me emociona, já que é uma festa feita para o verdadeiro sambista."  – Leonardo Bessa, intérprete.
"O reconhecimento do meu trabalho, logo no começo de minha carreira, foi muito importante. Valorizo muito o troféu." – Jack Vasconcelos, carnavalesco.

## Edições e vencedores
- Lista de vencedores do Prêmio S@mba-Net

## Ranking geral
Unidos de Padre Miguel é a escola mais premiada da história do S@mba-Net. Abaixo, o ranking geral da premiação atualizado após a edição de 2018.
| Escola de samba                       | Prêmios |
| ------------------------------------- | ------- |
| Unidos de Padre Miguel                | 36      |
| Paraíso do Tuiuti                     | 35      |
| Acadêmicos da Rocinha                 | 33      |
| Acadêmicos do Cubango                 | 32      |
| Império da Tijuca                     | 32      |
| Estácio de Sá                         | 31      |
| União da Ilha do Governador           | 27      |
| Renascer de Jacarepaguá               | 23      |
| Império Serrano                       | 22      |
| Lins Imperial                         | 20      |
| Arranco                               | 18      |
| São Clemente                          | 18      |
| Acadêmicos de Santa Cruz              | 17      |
| Caprichosos de Pilares                | 17      |
| Unidos do Viradouro                   | 17      |
| Unidos do Jacarezinho                 | 15      |
| Unidos de Vila Isabel                 | 14      |
| Inocentes de Belford Roxo             | 13      |
| União de Jacarepaguá                  | 13      |
| Unidos da Tijuca                      | 13      |
| Unidos do Porto da Pedra              | 13      |
| Acadêmicos do Salgueiro               | 12      |
| Alegria da Zona Sul                   | 12      |
| Portela                               | 11      |
| Estação Primeira de Mangueira         | 10      |
| Tradição                              | 10      |
| Imperatriz Leopoldinense              | 9       |
| Vizinha Faladeira                     | 9       |
| Beija-Flor                            | 8       |
| União do Parque Curicica              | 8       |
| Boi da Ilha do Governador             | 7       |
| Sereno de Campo Grande                | 7       |
| Unidos de Lucas                       | 7       |
| Leão de Nova Iguaçu                   | 6       |
| Mocidade Independente de Padre Miguel | 6       |
| Unidos da Ponte                       | 6       |
| Unidos do Cabuçu                      | 6       |
| Acadêmicos do Grande Rio              | 5       |
| Em Cima da Hora                       | 5       |
| Independente da Praça da Bandeira     | 5       |
| Difícil é o Nome                      | 4       |
| Unidos de Villa Rica                  | 4       |
| Arrastão de Cascadura                 | 3       |
| Mocidade de Vicente de Carvalho       | 3       |
| Acadêmicos da Barra da Tijuca         | 2       |
| Acadêmicos do Sossego                 | 2       |
| Unidos da Vila Kennedy                | 2       |
| Acadêmicos do Engenho da Rainha       | 1       |
| Canários das Laranjeiras              | 1       |
| Favo de Acari                         | 1       |
| Foliões de Botafogo                   | 1       |
| Império da Praça Seca                 | 1       |
| Unidos de Bangu                       | 1       |